# Samoklęski (województwo podkarpackie)
Samoklęski – wieś w Polsce położona w województwie podkarpackim, w powiecie jasielskim, w gminie Osiek Jasielski.
| SIMC    | Nazwa        | Rodzaj    |
| ------- | ------------ | --------- |
| 0358693 | Kraczeniówka | część wsi |
| 0358701 | Pod Dębami   | część wsi |
| 0358718 | Za Ogrodem   | część wsi |

W latach 1975–1998 miejscowość położona była w województwie krośnieńskim.
Miejscowość jest siedzibą parafii św. Marii Magdaleny, należącej do dekanatu Nowy Żmigród, diecezji rzeszowskiej.

## Położenie
Wieś położona jest na wysokości 280–310 m n.p.m. na skraju Pogórza Jasielskiego, u północno-zachodnich podnóży masywu Bucznika (519 i 518 m n.p.m.). Leży nad potokiem Szczawa, lewobrzeżnym dopływem Wisłoki, przy drodze z Gorlic do Nowego Żmigrodu (ok 4,5 km od tego drugiego). Okolica jest pagórkowata, gliniasta. Ze wsi prowadzi droga na północ do Osieka. Na południe od wsi, na stokach Bucznika, rozciąga się las Gamrat (lub: Gamracz). Wieś graniczy na wschodzie z Mytarzem, na południu z Mrukową, na zachodzie z Pielgrzymką, a na północy z Osiekiem Jasielskim.

## Nazwa
Ciekawą dyskusję budziła nazwa wsi Samoklęski (dawniej Sowoklęski lub Sowie Klęski. Historyk F. Bujak uważał ją za nazwę mieszkańców (przezwisko), językoznawca Zierhoffer tłumaczył pierwotną nazwę miejscem, gdzie kląskają sowy, zaś nazwę Samoklęski wtórną adideacją.
Popularna w połowie XIX w. „Geografia (...) królestw Galicyi i Lodomeryi” podawała nazwę wsi jako Strusoklęski (...) od herbu hrabiów Mniszchów nazwane, przedtym Samoklęski zwane.

## Historia
Początkami sięga XII/XIII w. Była wsią książęcą do 1332 r., nadaną wieczyście przez Władysława Łokietka Pietrowi Petkow, później należała do Sulimów. Występowała kiedyś pod nazwą Sowoklęski.
O pobycie tu możnowładzców świadczy to, że 9 maja 1416, wspomniany jest Mikołaj Korzekwicz z Sowoklęsk (Starodawne prawa polskiego pomniki. T. II. nr. 1453), a w 1487 r. urodził się w Samoklęskach biskup krakowski Piotr Gamrat, herbu Sulima, który wstawiał się za rodzinną swoją miejscowością, i przedstawił na kapitule w r. 1540 plan połączenia z parafią Samoklęski, sąsiedniej parafii w Skalniku, z powodu szczupłego uposażenia obydwu tych plebanii. Nie doszło jednak do tego, gdyż wnet nastąpiła śmierć Gamrata.
Ród rycerski Gamratów należał do wielkich posiadaczy majątków. Jan Długosz nazywając tę wieś Sowieklęski, pisze o niej, że miała kościół parafialny, a była własnością szlachetnych Jana i Stanisława Gamrata herbu Sulima (ok. 1380-1455) – kasztelana połanieckiego (1414-1433), starosty sądeckiego (1416).
W roku 1581 należały Samoklęski do Jana Mniszcha, a były w dzierżawie Piotra Broniowskiego.
W Samoklęskach gościł podobno u Jadwigi i Jerzego Mniszchów car Dymitr Samozwaniec prosząc o rękę ich córki Maryny.
Pan Hermolaus Jordan przywiózł do Samoklęsk porwaną z rodzinnego Dębowca w 1629 r. pannę Eufrozynę Mniszchównę, córkę wojewody sandomierskiego Jerzego Mniszcha i Jadwigi, siostrę Maryny, carycy moskiewskiej. Bracia panny Eufrozyny, starosta lwowski Stanisław Bonifacy Mniszech i starosta sanocki Franciszek Mniszech, skierowali sprawę do trybunału. Ponieważ porwania dokonano za zgodą Eufrozyny, a porwana nie zapomniała wziąć ze sobą srebra i garderoby, przeto sąd ze względu na skargę rodziny, skazał pannę na utratę połowy posagu.
Tu w czasie Konfederacji barskiej rozegrała się jedna z bitew przeciw rosyjskim wojskom gen. Iwana Drewicza.
Jerzy August Mniszech (zm. 15 października 1778) – łowczy koronny, kasztelan krakowski (w r. 1773), ożeniony po raz drugi z córką ministra Henryka hr. Brühla, p. Marią Amalią Brühlówną, mieszkał tu w latach 1764-1765 r.
Józefina Amalia Potocka z Mniszchów Szczęsnowa, 7 stycznia 1779 r. sprzedała Duklę wraz ze wsiami Samoklęski i Cieklin Józefowi Kantemu Ossolińskiemu hr. z Tęczyna, wojewodzie wołyńskiemu. Od Ossolińskich nabyli Samoklęski Karol i Fryderyk Bargun. 
Od nich kupił je Franciszek Stadnicki, który je sprzedał w 1805 r. młodszemu synowi Ignacemu Stadnickiemu. Potem Samoklęski były własnością Steinklerów, Wilczków, Kalischera. Wspomniana „Geografia (...) królestw Galicyi i Lodomeryi” pisała (1786): Domem staroświecki murowanym ozdobione (...); w huty szklane obfite, dodając jednak zaraz, iż Przedtym lepsze szkło robili.
W I wojnie światowej, w 1914 i 1915 roku wieś dwukrotnie znalazła się w zasięgu działań wojennych w ramach operacji gorlickiej i wiele ucierpiała. W czasie II wojny światowej w pobliskim, lesie stacjonowały oddziały AK.

Panorama okolic Samoklęsk

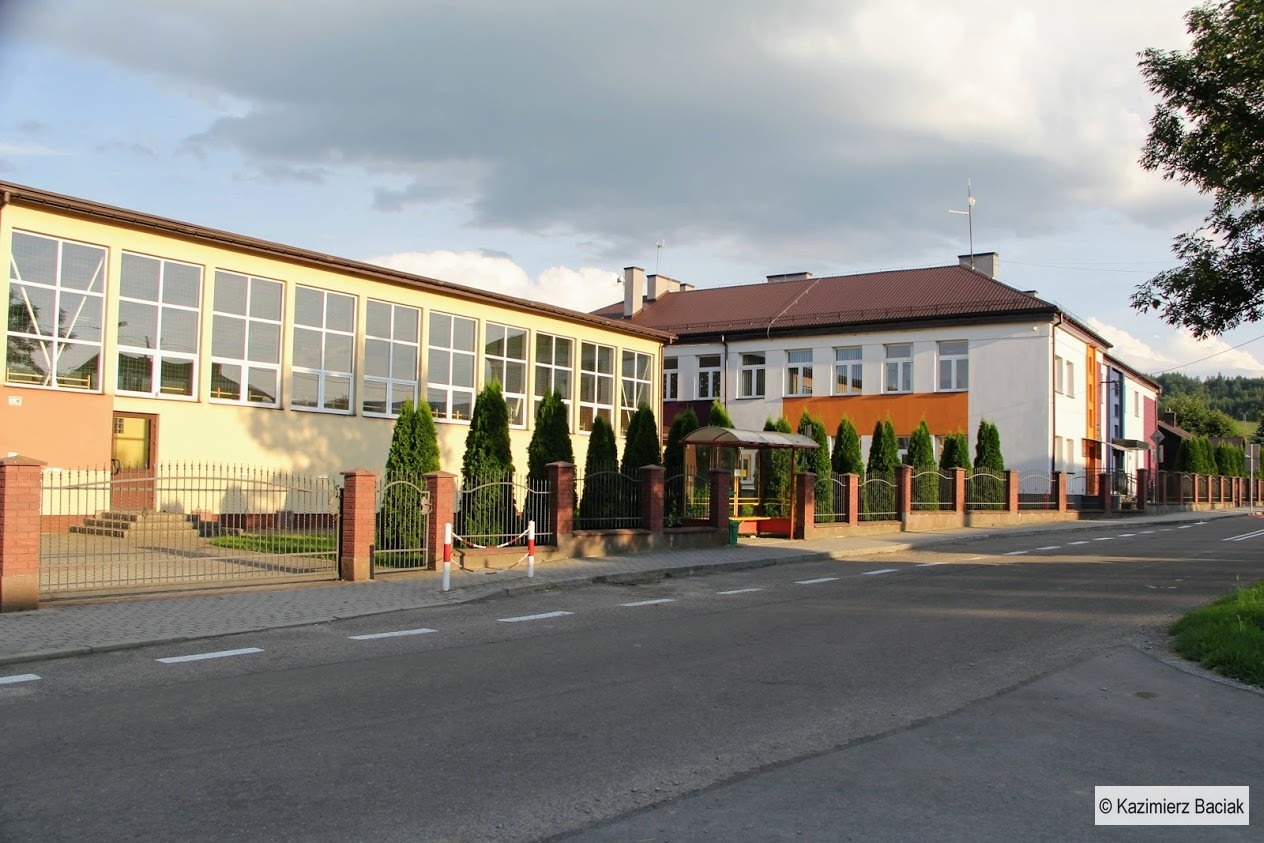
Szkoła
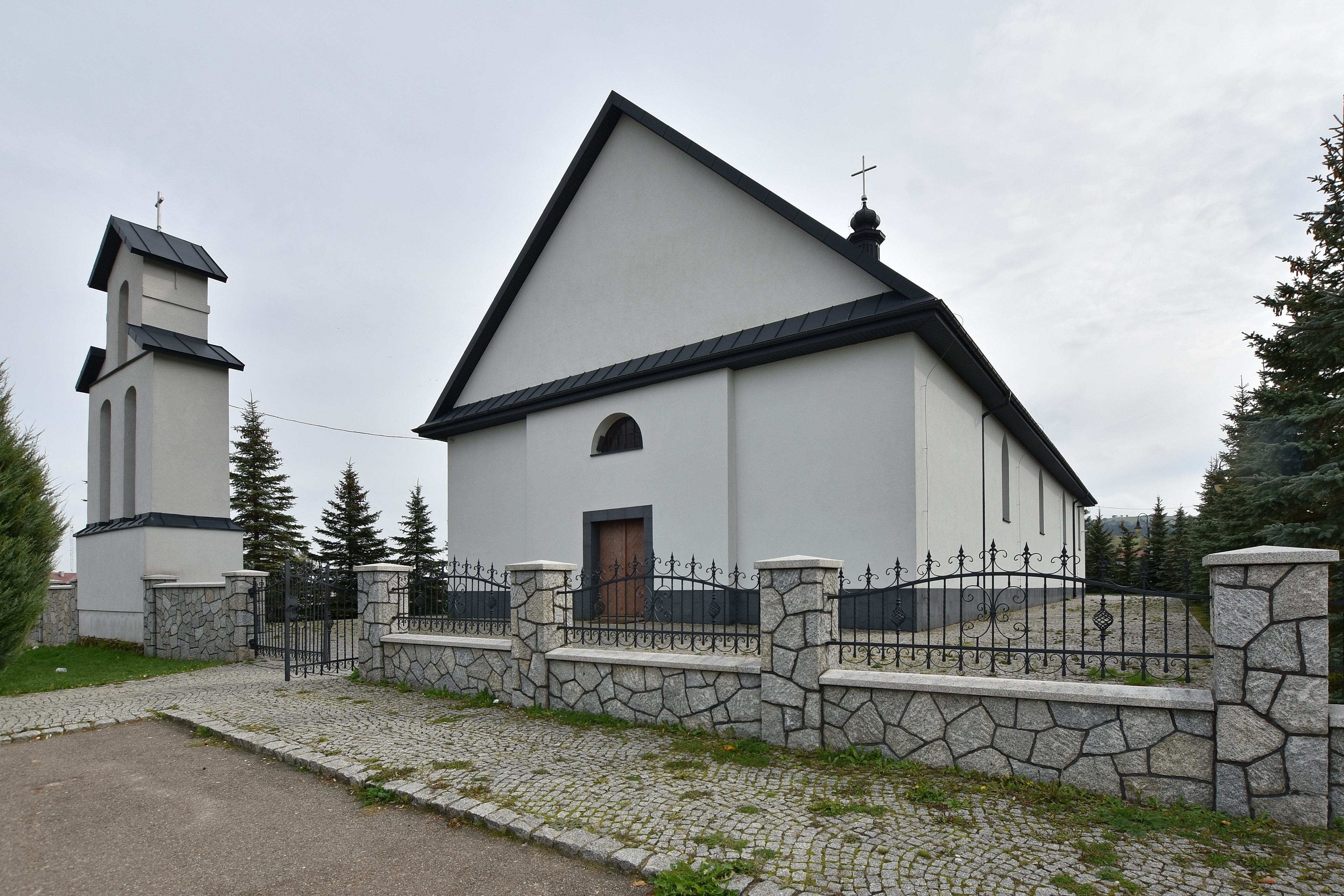
Kościół parafialny
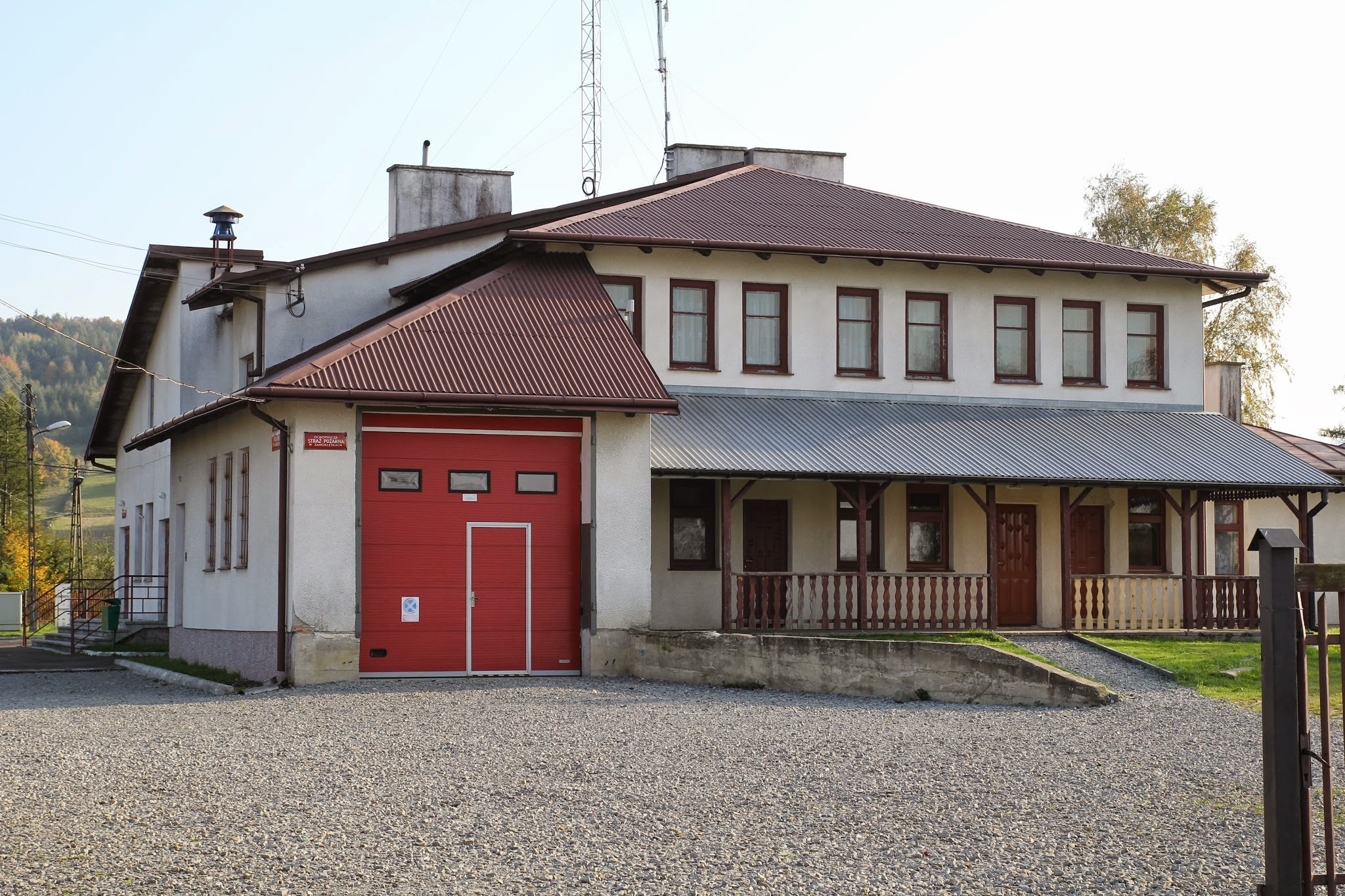
Dom Ludowy
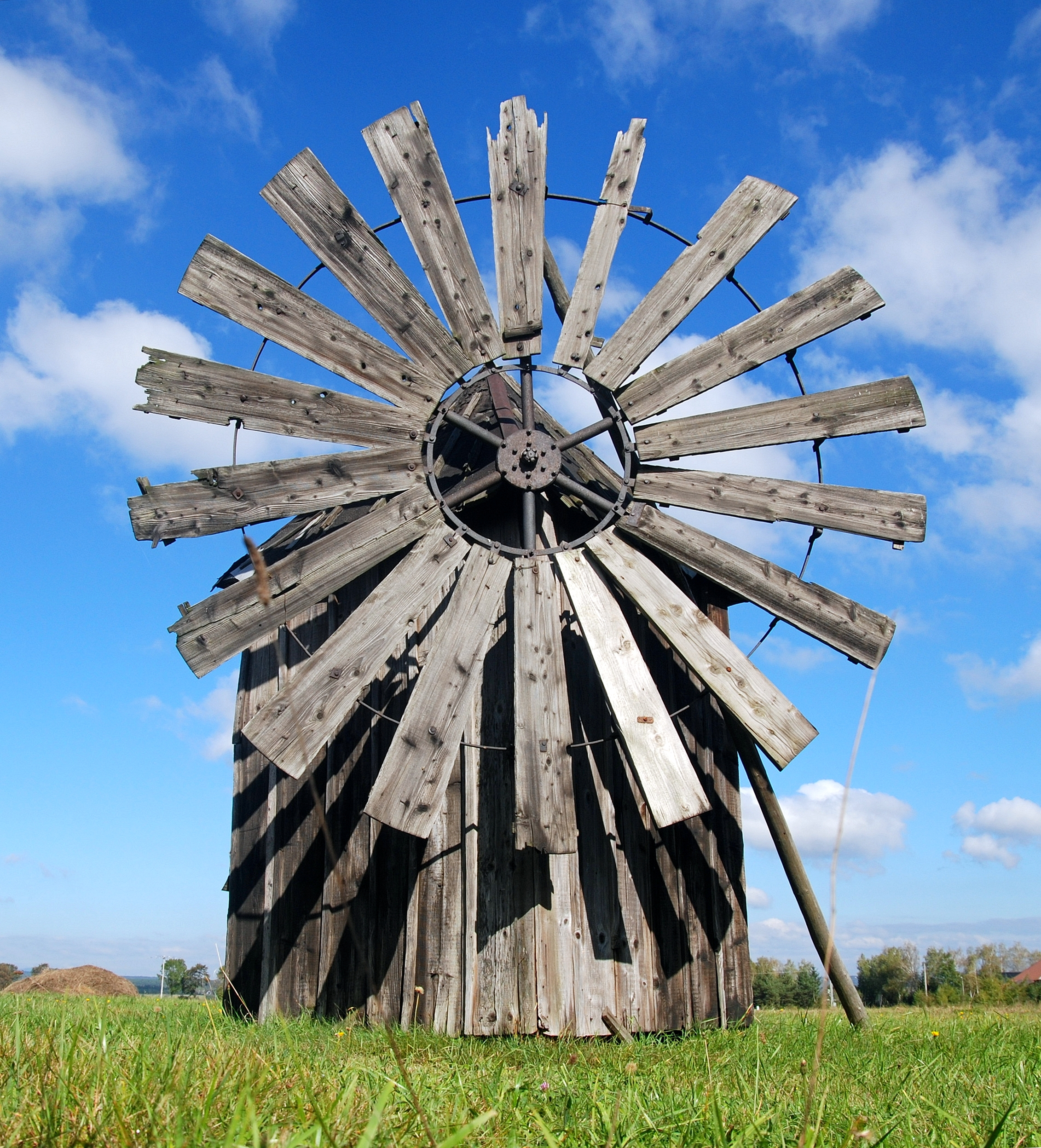
Wiatrak
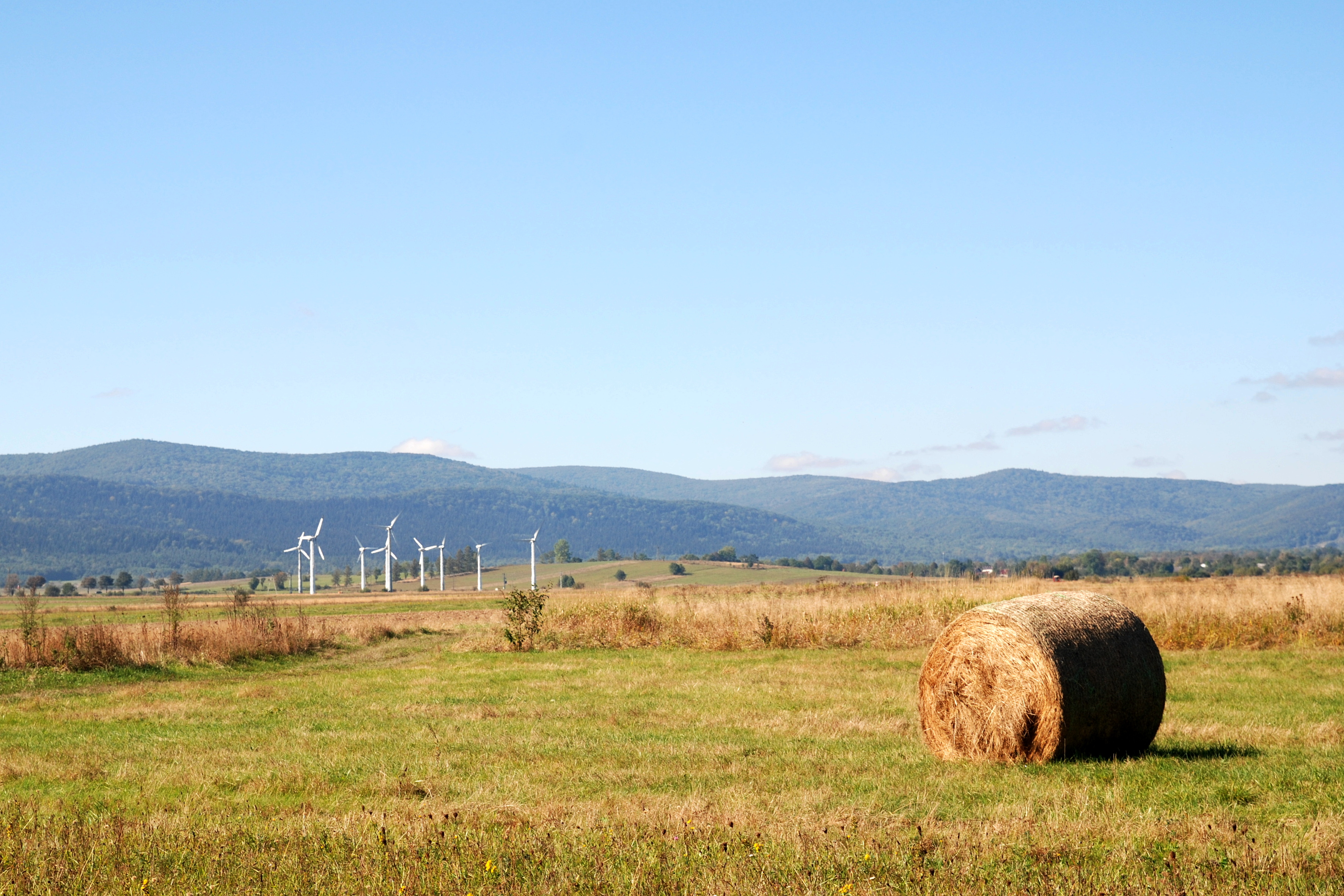
Elektrownia wiatrowa

## Atrakcje turystyczne
- Kościół z XIX wieku. Parafia została erygowana przed 1480 r. Według tablicy, znajdującej się w świątyni, pierwotny kościół drewniany wybudował w r. 1605 Jerzy Mniszech. Obecny kościół murowany, wybudował Piotr Steinkeller w 1854 r., a konsekrował bp Franciszek Wierzchlejski
- Resztki ruin stojącego w lesie na pagórku dworu obronnego z XVI wieku, w którym Jerzy Mniszech, wojewoda sandomierski przyjmował Dymitra Samozwańca (według Słownika geograficznego...)
- Dawna karczma z XIX wieku
- W pobliżu Mrukowej, koło kaplicy, znajduje się źródło wody mineralnej
- Transgraniczny Szlak Naftowy - który łączy ze sobą miejsca związane z narodzinami i historią przemysłu naftowego;  w Samoklęskach znajduje zbiornik na ropę naftową[9].
- Drewniany, niewielki rolkowy młyn wiatrowy, zbudowany w 1950.